# Perisama bertha
Perisama bertha är en fjärilsart som beskrevs av Charles Oberthür 1916. Perisama bertha ingår i släktet Perisama och familjen praktfjärilar. Inga underarter finns listade i Catalogue of Life.